# أرون كيلر
أرون كيلر (بالألمانية: Aaron Keller) (و. 1993 – م) هو ممثل، وممثل أفلام، من ألمانيا.

## وصلات خارجية
- أرون كيلر على موقع IMDb (الإنجليزية)
- أرون كيلر على موقع قاعدة بيانات الفيلم (الإنجليزية)